# Ponîzivka
Ponîzivka (în ucraineană Понизівка) este o așezare de tip urban din orașul regional Ialta, Republica Autonomă Crimeea, Ucraina. În afara localității principale, nu cuprinde și alte sate.

## Demografie
Componența lingvistică a așezării de tip urban Ponîzivka
     Rusă (93,91%)
     Ucraineană (4,43%)
Conform recensământului din 2001, majoritatea populației așezării de tip urban Ponîzivka era vorbitoare de rusă (93,91%), existând în minoritate și vorbitori de ucraineană (4,43%).